# Sirusho

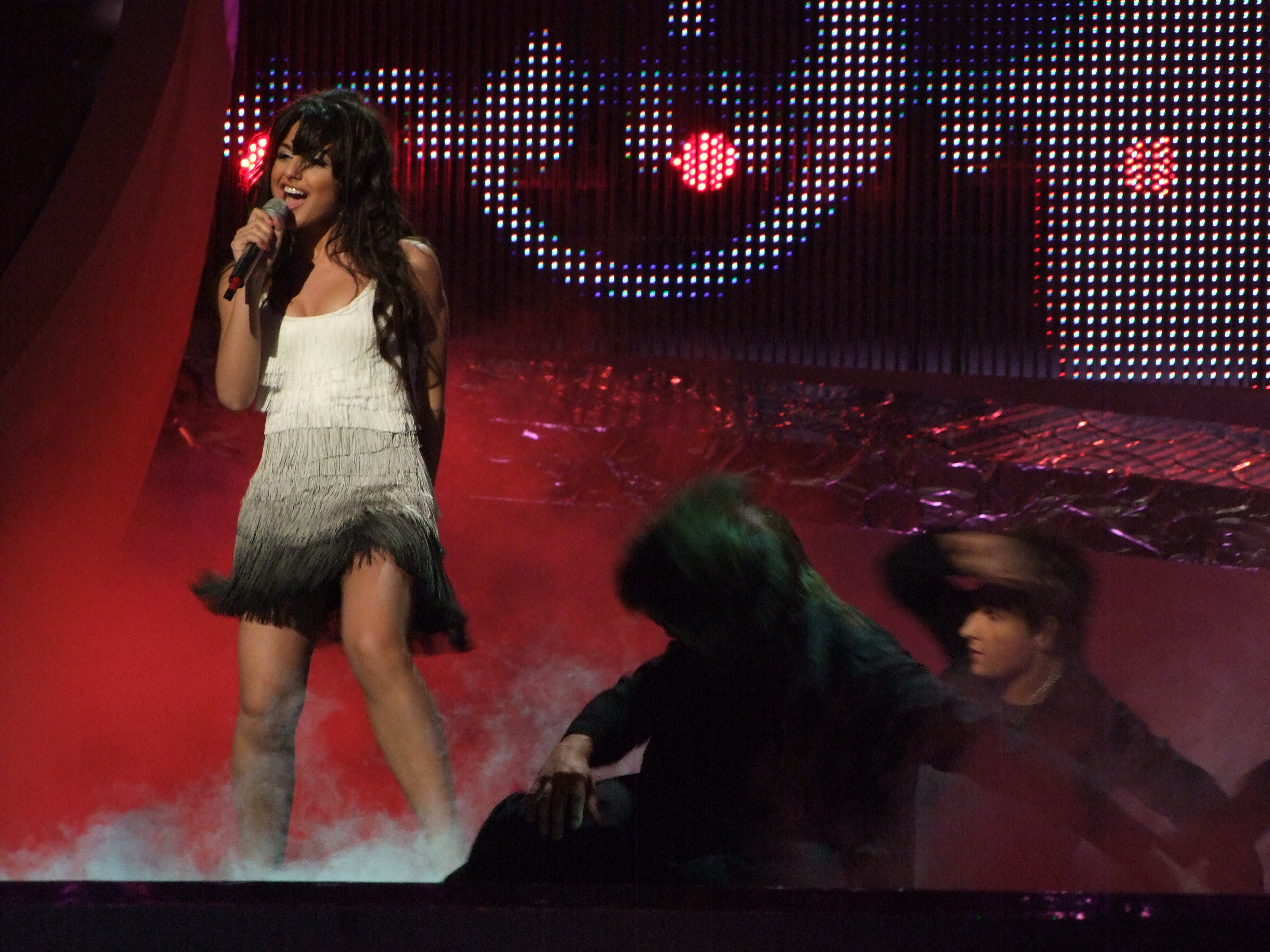
Sirusho (2008)

Sirusho (armenisch Սիրուշո Siruscho, vollständiger Name armenisch Սիրանուշ Հարությունյան Siranusch Harutjunjan, auch als Siranush Harutyunyan in engl. Transliteration; * 7. Januar 1987 in Jerewan, Armenische SSR) ist eine armenische Popsängerin.

## Leben
Ihren ersten Auftritt absolvierte sie vor einem Publikum in Kanada im Alter von sieben Jahren. Mit neun Jahren gewann sie einen Preis für ihr Lied Lusabats. Sie lernte Klavier spielen und studierte später Diplomatie an der Staatlichen Universität Jerewan. Ihr Hauptfach ist Internationale Beziehungen. Sirusho ist die Tochter der armenischen Sängerin Susan Margarjan, ihr Vater ist ein Schauspieler und Regisseur. Ihr erstes Album mit dem Titel Sirusho wurde 1999 veröffentlicht. Im Jahr 2005 erschien Sheram.
Im Jahr 2007 war sie Sprecherin der armenischen Delegation zum Eurovision Song Contest und im Jahr darauf wurde sie als armenischer Beitrag zum Eurovision Song Contest 2008 in Belgrad, Serbien nominiert. Ihr Titel Qele qele wurde durch eine landesweite Wahl zwischen vier Musiktiteln von verschiedenen Komponisten ausgewählt. Der Text stammt von Sirusho selbst. Im Wettbewerb belegte sie den vierten Rang, nachdem sie im Semifinale noch vor dem letztendlichen Sieger Russland Zweitplatzierte wurde.
Nach dem Contest sang sie gemeinsam mit den Eurovision Song Contest Teilnehmern Boaz Mauda (Israel) und Jelena Tomašević (Serbien) ein Lied namens Time to pray.
Sirushos drittes Album erschien 2007 und trug den Titel Hima. Es enthält einen Titel, welcher der armenischen Sängerin Warduhi Wardanjan gewidmet ist, die bei einem Autounfall getötet wurde, sowie weitere von Sirusho geschriebene und produzierte Titel. Es ist eine Mischung der Stile Soul und Rhythm and Blues mit Elementen der armenischen Volksmusik, die von typischen Instrumenten der Gegend, wie Duduk oder Dhol, geprägt ist.

## Diskografie

### Alben
- 2000: Sirusho
- 2005: Sheram – prämiert als bestes armenisches Album des Jahres 2005
- 2007: Hima – nominiert als bestes armenisches Album des Jahres 2007
- 2010: Havatum em
- 2016: Armat

### Singles
- 2005: Shorora
- 2005: Sery Mer
- 2006: Mayrik
- 2006: Heranum em
- 2007: Hima
- 2007: Arjani e (feat. Sofi Mkheyan)
- 2007: Mez Vochinch Chi Bajani
- 2008: Qélé, Qélé
- 2009: Erotas
- 2009: Time to Pray (feat. Boaz Mauda und Jelena Tomasevic)
- 2010: Havatum Em
- 2011: I Like It
- 2012: PreGomesh
- 2013: See (feat. Sakis Rouvas)
- 2014: Antarber Ashkhar
- 2014: Alphabit (feat. Arsen Grigoryan)
- 2014: Tariner (feat. Harout Pamboukjian)
- 2015: Where were you
- 2016: Mi togh indz Menak
- 2016: Zartonq
- 2016: Der Zor
- 2017: Vuy Aman